# Résolution 1545 du Conseil de sécurité des Nations unies
Membres permanents
- Chine
- États-Unis
- France
- Royaume-Uni
- Russie

Membres non permanents
- Algérie
- Allemagne
- Angola
- Bénin
- Brésil
- Chili
- Espagne
- Pakistan
- Philippines
- Roumanie

Résolution no 1544 Résolution no 1546
La Résolution 1545 a été adoptée (à l'unanimité) par le Conseil de sécurité le 21 mai 2004, agissant en vertu du chapitre VII de la Charte des Nations unies. Par cette résolution, le Conseil de sécurité autorise le déploiement pour une durée initiale de six mois à compter du 1er juin 2004 d'une opération de maintien de la paix intitulée Opération des Nations unies au Burundi (ONUB) afin de "soutenir et d’accompagner les efforts entrepris par les Burundais pour établir durablement la paix et la réconciliation nationale dans leur pays, comme prévu par l’Accord d’Arusha.
La résolution fixe un plafond de 5650 militaires (dont 200 observateurs militaires et 125 officiers d'état-major) et 120 policiers civils pour les composantes militaires et policières de la mission.

## Mandat militaire

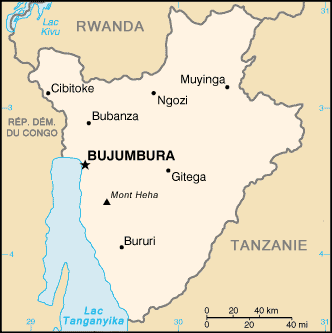
Carte du Burundi

La résolution 1545 comprend un mandat militaire en vertu duquel, "dans les limites de ses capacités et dans les zones de déploiement de ses unités armées, et en coordination avec les communautés humanitaire et du développement", l'ONUB doit :
- Assurer le respect des accords de cessez-le-feu d'Arusha en surveillant leur mise en œuvre et en enquêtant sur leurs violations ;
- Promouvoir le rétablissement de la confiance entre les forces burundaises en présence, surveiller et assurer la sécurité de leurs sites de regroupement en vue de leur désarmement, recueillir et entreposer en lieu sûr leurs armes et matériels militaires afin d’en disposer de manière appropriée, et concourir au démantèlement des milices comme demandé dans les accords de cessez-le-feu;
- Mener à bien les parties relatives au désarmement et à la démobilisation du programme national de désarmement, démobilisation et réinsertion des combattants ;
- Surveiller le casernement des forces armées burundaises et de leurs armes lourdes ainsi que le désarmement et la démobilisation des éléments qui devront l’être ;
- Surveiller, dans la mesure du possible, les mouvements d’armes illégaux à travers les frontières nationales, y compris le lac Tanganyika, en coopération avec la Mission de l'Organisation des Nations unies en République démocratique du Congo (MONUC) et, en tant que de besoin, avec le groupe d’experts visé au paragraphe 10 de la résolution 1533 ;
- Contribuer à créer les conditions de sécurité nécessaires à l’acheminement de l’aide humanitaire, et faciliter le retour volontaire des réfugiés et des personnes déplacées ;
- Contribuer au bon déroulement du processus électoral prévu par l’Accord d’Arusha en veillant à assurer un environnement sûr pour la tenue d’élections libres, transparentes et pacifiques ;
- Sans préjudice de la responsabilité du Gouvernement burundais de transition, protéger les civils en danger immédiat de violence physique ;
- Assurer la protection du personnel, des moyens, installations et matériels des Nations unies, ainsi que la sécurité et la liberté de circulation du personnel de l’ONUB, et conduire, en tant que de besoin, des actions de déminage en soutien à ses opérations.

## Mandat de conseil et d'assistance
La Résolution confie aussi à l'ONUB un mandat de conseil et d'assistance au Gouvernement burundais et aux autorités de transition pour contribuer à leurs efforts tendant à :
- Surveiller les frontières du Burundi, en prêtant spécialement attention aux réfugiés, ainsi qu’aux mouvements de combattants, notamment dans la province de Cibitoke ;
- Mener à bien les réformes institutionnelles ainsi que la constitution des forces intégrées de défense nationale et de sécurité intérieure et, en particulier, la formation et la supervision de la police, en s’assurant de leur caractère démocratique et pleinement respectueux des droits de l’homme et des libertés fondamentales ;
- Procéder aux activités électorales ;
- Achever la mise en œuvre de la réforme du système judiciaire et pénitentiaire, conformément à l’Accord d’Arusha ;
- Veiller, en liaison étroite avec le Haut Commissariat aux droits de l’homme, à la promotion et à la défense des droits de l’homme, en prêtant une attention particulière aux femmes, aux enfants et aux personnes vulnérables, et enquêter sur les violations des droits de l’homme pour mettre fin à l’impunité.

## Autres aspects du mandat
Le Conseil de sécurité demande aussi à l'ONUB de se doter d'une capacité d’information publique efficace, y compris par les voies de la radiodiffusion locale et nationale, de la télévision et de la presse écrite, pour contribuer à faire comprendre le processus de paix et le rôle de l’ONUB auprès des communautés locales et des parties.
La résolution 1545 charge enfin toutes les parties et États concernés de faciliter le retour volontaire, sécurisé et durable des réfugiés et des personnes déplacées.

## Texte
- Résolution 1545 Sur fr.wikisource.org
- Résolution 1545 Sur en.wikisource.org